# Orgeln der Kathedrale von Nancy
Die Orgeln der Kathedrale von Nancy sind eine Hauptorgel auf der Westempore sowie eine Chororgel. Die Hauptorgel geht zurück auf ein Instrument, das 1763 von dem Orgelbauer Nicolas Dupont erbaut wurde. Er errichtete sie auf der Orgelempore über dem Hauptportal der Kathedrale Notre-Dame de l’Annonciation von Nancy. Im Jahr 1861 baute Aristide Cavaillé-Coll das Instrument tiefgreifend um. Nach weiteren Umbauten im 20. Jahrhundert verfügt die Orgel heute über 65 Register, die auf vier Manuale und Pedal verteilt sind. Sie verbindet den klassisch-französischen mit dem symphonischen Orgelbau.

## Hauptorgel

### Geschichte

#### Die große Orgel von Dupont – 1763
Nicolas Dupont schuf zwischen 1756 und 1763 in Nancy seine größte Orgel, die zugleich eine der größten in Lothringen war. Einige Jahre zuvor hatte er eine vergleichbare Orgel für die Kathedrale von Toul erbaut, doch sollte das Instrument in Nancy die bischöflichen Ambitionen der Hauptstadt des Herzogtums Lothringen zeigen.
44 Register, zwei mehr als in Toul, fanden in einem monumentalen Gehäuse Platz, das wahrscheinlich von Jean-Nicolas Jennesson entworfen worden war. Das prächtige Gehäuse, das die ganze Breite der Empore ausfüllt, ist in mehrfacher Hinsicht originell: Die zwei großen Pfeifentürme, die das das heute verdeckte zentrale Fenster einrahmen, das von der Krone eingerahmte Wappen, das die Türme übersteigt und von den schwebenden Girlanden gehalten wird, sowie der zentrale konkave und nicht konvexe Turm verleihen dem Ganzen Eleganz und Größe. Dupont leistete ohne Zweifel seinen Beitrag zu dem Entwurf, da der Aufbau des Gehäuses deutlich dem der Kathedrale von Toul ähnelt. Dieser Entwurf wurde später von Dupont für die Orgel der Kathedrale von Verdun übernommen.
Die Disposition lautete vermutlich:
| I Positif CD–d3 |                  |        |
| 01.             | Montre           | 8′     |
| 02.             | Bourdon          | 8′     |
| 03.             | Flûte à cheminée | 8′     |
| 04.             | Prestant         | 4′     |
| 05.             | Nazard           | 2 ⁄3′  |
| 06.             | Doublette        | 2′     |
| 07.             | Quarte de Nazard | 2′     |
| 08.             | Tierce           | 1 3⁄5′ |
| 09.             | Larigot          | 1 ⁄3′  |
| 10.             | Fourniture IV    |        |
| 11.             | Cymbale III      |        |
| 12.             | Cornet V         |        |
| 13.             | Trompette        | 8′     |
| 14.             | Cromorne         | 8′     |
| 15.             | Clairon          | 4′     |

| II Grand-Orgue CD–d3 |                  |         |
| 16.                  | Montre           | 16′     |
| 17.                  | Bourdon          | 16′     |
| 18.                  | Montre           | 08′     |
| 19.                  | Bourdon          | 08′     |
| 20.                  | Flûte á cheminée | 08′     |
| 21.                  | Prestant         | 04′     |
| 22.                  | Flûte á cheminée | 04′     |
| 23.                  | Grosse Tierce    | 03 1⁄5′ |
| 24.                  | Nazard           | 02 ⁄3′  |
| 25.                  | Doublette        | 02′     |
| 26.                  | Quarte de Nazard | 02′     |
| 27.                  | Tierce           | 01 3⁄5′ |
| 28.                  | Fourniture IV    |         |
| 29.                  | Cymbale V        |         |
| 30.                  | Cornet V         |         |
| 31.                  | Bombarde         | 16′     |
| 32.                  | Trompette        | 08′     |
| 33.                  | 2e Trompette     | 08′     |
| 34.                  | Voix humaine     | 08′     |
| 35.                  | Clairon          | 04′     |
| 36.                  | Voix angélique   | 02′     |

| III Récit c1–d3 |           |    |
| 37.             | Cornet V  |    |
| 38.             | Trompette | 8′ |

| IV Echo g0–d3 |                  |       |
| 39.           | Bourdon/Prestant | 8′+4′ |
| 40.           | Cornet III       |       |

| Pédale FF, GG, AA–f0 |           |     |
| 41.                  | Flûte     | 08′ |
| 42.                  | Flûte     | 04′ |
| 43.                  | Trompette | 08′ |
| 44.                  | Clairon   | 04′ |

- Koppeln: Manualschiebekoppel Pos/GO
- Tremblant fort, Tremblant doux

Anmerkungen
1. ↑  auf eigener Windlade, ebenfalls vom Pedal aus spielbar
2. ↑  C-h0

#### Die Erweiterung durch Jean-François Vautrin – 1814
Nach dem Tod von Nicolas Dupont (1781) führte sein Schüler Jean-François Vautrin im Jahr 1788 Reparaturen aus und fügte das Register grosse caisse (Große Trommel) hinzu. Nachdem die Orgel die Revolution dank des Organisten Michelot, der revolutionäre Melodien auf ihr spielte, ohne Schaden überstanden hatte, wurde sie 1808 erneut von Vautrin repariert. Bei dieser Gelegenheit wurden der Manualumfang von 50 auf 53 Tasten erweitert, dem Récit fünf Register hinzugefügt und Dispositionsänderungen im Hauptwerk und Rückpositiv vorgenommen. Die bedeutendsten Ergänzungen waren zwei Bombarden zu 32' und 16' aus Holz an der Rückwand des Instruments. Der Einbau der 32'-Bombarde, die möglicherweise die erste ihrer Art in Frankreich war, erforderte den Abriss eines Teils der hinteren Simse. Das Pedal begann jedoch erst bei F, so dass es sich „nur“ um eine Bombarde mit 22'-Länge handelte. Hierbei wurde auch das zentrale Fenster verdeckt.
Da Vautrin diese Arbeiten ohne die schriftliche Einwilligung der Verwaltung der Kathedrale unternommen hatte, weigerte sich diese im Jahr 1814 die Fertigstellung der Orgel zu bezahlen. Erst nach Vautrins Tod, 1836, wurde eine Einigung zwischen der Verwaltung der Kathedrale und den Töchtern des Orgelbauers erzielt. Zuvor war bereits ein Vertrag mit Joseph Cuvillier geschlossen worden, um u. a. die Balganlage zu ersetzen. Aber das Kultusministerium verlangte seinerseits andere Kostenvoranschläge, insbesondere von den Brüdern Callinet und den ursprünglich aus Mirecourt stammenden Brüdern Claude, die als in Paris ansässige Meister schließlich mit den Arbeiten beauftragt wurden.

#### Der Umbau durch Cavaillé-Coll – 1861

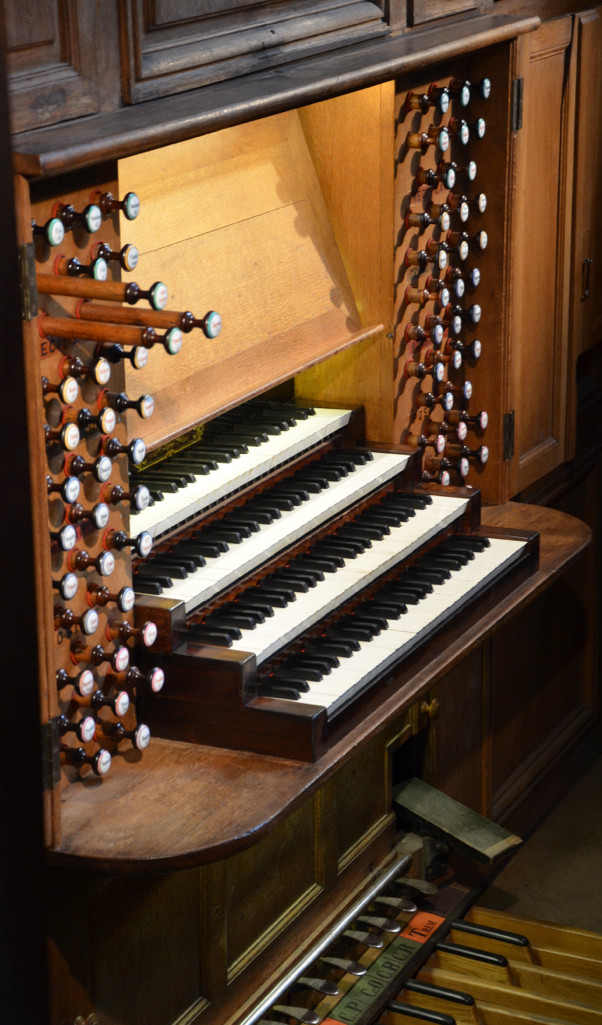
Spieltisch der Cavaillé-Coll-Orgel

Trotz der Änderungen, die seit dem Tod von Dupont gemacht wurden, bewahrte die Hauptorgel ihre klassische Struktur und verfügte weder über Streicher noch überblasende Flöten. Aufgrund des gewandelten Zeitgeschmacks wandte man sich 1857 an den berühmten französischen Orgelbauer Aristide Cavaillé-Coll, um das Instrument in eine symphonische Orgel umzuwandeln.
Wie in ähnlichen Situationen verwendete Cavaillé-Coll das Gehäuse sowie einen großen Teil des Pfeifenwerks. Er verteilte die Register des Hauptwerks auf zwei Manuale (Hauptwerk und Bombarde), ergänzte neue Register und erneuerte viele technischen Elemente des Instruments wie das Gebläse, die Traktur und den Spieltisch, behielt aber einen Teil der Windladen bei. Er ersetzte die beiden Holzbombarden von Vautrin durch zwei neue am gleichen Platz und installierte ein großes Schwellwerk oberhalb und hinter dem Hauptwerk, das ursprünglich hinter Leinen versteckt war. Die Füllungen der Seitenwände des Schwellkastens wurden aus Glas gebaut, was eine seltene Besonderheit darstellt.
Unter den von Cavaillé-Coll übernommenen Registern befanden sich zahlreiche Zungenregister, denen er weitere hinzufügte, wodurch er mit insgesamt 23 Zungenregistern den höchsten Anteil erreichte, den er je in einer seiner Orgeln hatte. Ebenfalls einzigartig ist die Anzahl von 15 Pedalregistern, die er in keinem anderen Instrument verwirklichte.

#### Disposition nach dem Umbau von Cavaillé-Coll
(Quelle: )
| I Positif C–f3   |     |
| Montre           | 08′ |
| Bourdon          | 08′ |
| Flûte harmonique | 08′ |
| Viole de Gambe   | 08′ |
| Prestant         | 04′ |
| Dulciane         | 04′ |
| Doublette        | 02′ |
| Piccolo          | 01′ |
| Cornet V         |     |
| Plein-Jeu VII    |     |
| Trompette        | 08′ |
| Basson-Hautbois  | 08′ |
| Cromorne         | 08′ |
| Clairon          | 04′ |

| II Grand-Orgue C–f3 |     |
| Montre              | 16′ |
| Bourdon             | 16′ |
| Corni-dolci         | 16′ |
| Gambe               | 16′ |
| Montre              | 08′ |
| Flûte harmonique    | 08′ |
| Bourdon             | 08′ |
| Flautone            | 08′ |
| Gambe               | 08′ |
| Prestant            | 04′ |
| Flûte octaviante    | 04′ |

| III Bombarde C–f3 |       |
| Flûte douce       | 04′   |
| Quinte            | 2 ⁄3′ |
| Doublette         | 02′   |
| Cornet V          |       |
| Plein-jeu IX      |       |
| Bombarde          | 16′   |
| Basson            | 16′   |
| 1ère Trompette    | 08′   |
| 2ème Trompette    | 08′   |
| Cromorne          | 08′   |
| Clairon           | 04′   |

| IV Récit expressif C–f3 |     |
| Quintaton               | 16′ |
| Bourdon                 | 08′ |
| Flûte harmonique        | 08′ |
| Gambe                   | 08′ |
| Voix céleste            | 08′ |
| Flûte octaviante        | 04′ |
| Octavin                 | 02′ |
| Basson                  | 16′ |
| Trompette               | 08′ |
| Basson-Hautbois         | 08′ |
| Voix humaine            | 08′ |
| Clairon                 | 04′ |
| Trémolo                 |     |
| Expression              |     |

| Pédale C–f1 |     |
| Soubasse    | 32′ |
| Flûte       | 16′ |
| Contrebasse | 16′ |
| Soubasse    | 16′ |
| Flûte       | 08′ |
| Violoncelle | 08′ |
| Flûte       | 04′ |
| Bombarde    | 32′ |
| Bombarde    | 16′ |
| Bombarde    | 16′ |
| Basson      | 16′ |
| Trompette   | 08′ |
| Basson      | 08′ |
| Clairon     | 04′ |
| Baryton     | 04′ |

- Koppeln: I/II, III/II, IV/II, I/P, II/P, IV/P
- Spielhilfen: Introduction II, Introduction II 16′, Appel Bombardes Ped, Appel Bassons Ped, Appel anches IV, Donner

Anmerkungen
1. ↑  ab c1
2. ↑  ab c1
3. ↑  Tanne, von Cavaillé-Coll
4. ↑  Zinn, von C-E von den Brüdern Claude, ab F von Dupont

#### Hærpfer-Erman – 1965
Im Jahr 1881 nahm Aristide Cavaillé-Coll grundlegende Wartungsarbeiten vor, und 1921 reparierte sein Nachfolger Charles Mutin die Schäden, die durch die vor der Kathedrale gefallenen Granaten verursacht worden waren. Ein Elektrifizierungsprojekt der Traktur durch Rœthinger aus Straßburg wurde durch den Ausbruch des Zweiten Weltkriegs verhindert.
1965 wurde eine Restaurierung durch die Orgelbaufirma Hærpfer & Erman durchgeführt. Diese wurde von Gaston Litaize überwacht und mündete schließlich in große Veränderungen entsprechend der neo-klassischen Ästhetik, die in den 1960er Jahren ihren Höhepunkt erreicht hatte.
Zwar blieben das Gebläse, die Mechanik, der Spieltisch und die Windladen von Cavaillé-Coll erhalten, aber die Disposition wurde neu gestaltet. Dabei wurden etliche Register ausgetauscht bzw. umgesetzt und das Pfeifenwerk teilweise neu intoniert. Viele überblasende Register und Streicher sowie einige 16-Fuß-Register wurden zu Gunsten höherer Register (Mixturen und Aliquotstimmen), die der neoklassizistischen Auffassung besser entsprachen, entfernt. Wie in dieser Zeit üblich verwendeten Hærpfer & Erman für die neuen Register keine hochwertigen Materialien, die dem historischen Charakters des Instruments entsprochen hätten.

#### Die Orgel seit 2012
2012 führten Laurent Plet und Bertrand Cattiaux Arbeiten an der Orgel durch. Diese bestanden aus einer Ausreinigung, Wartung der mechanischen Trakturen und der Abdichtungen, einer Neuintonation des Positivs und einer Restaurierung der Zungenregister.
Auch wenn die Disposition seit dem Umbau von Hærpfer-Erman an der neo-klassischen Ästhetik orientiert ist, behält die Orgel aus klanglicher Perspektive dank des Pedals und des einzigartigen Schwellwerks, das von Änderungen am stärksten verschont wurde, die deutliche Note Cavaillé-Colls. Heute sind noch 24 Register (37 %) von Dupont, 23 (35 %) von Cavaillé-Coll, sowie zwei Register von Vautrin erhalten. Einige Register (17) wurden 1965 ersetzt, andere wie die Flöten oder die Zungenregister des Positivs verändert, letztere neu intoniert. Die reichhaltige Disposition des größten Instruments, das von Cavaillé-Coll außerhalb Paris gebaut wurde, verbunden mit der voluminösen und zugleich präzisen Akustik der Kathedrale verleiht dem Instrument eine besondere Majestät, Macht und Tiefe.
Das Gehäuse ist seit dem 9. August 1906 und der instrumentale Teil der Orgel seit dem 22. September 2003 als Monument historique eingestuft.

### Disposition seit 2012
| I Positif C–f3  |        |
| Montre          | 08′    |
| Bourdon         | 08′    |
| Prestant        | 04′    |
| Nazard          | 2 ⁄3′  |
| Doublette       | 02′    |
| Tierce          | 1 3⁄5′ |
| Larigot         | 1 ⁄3′  |
| Piccolo         | 01′    |
| Cornet V        |        |
| Fourniture IV   |        |
| Trompette       | 08′    |
| Basson-Hautbois | 08′    |
| Cromorne        | 08′    |
| Clairon         | 04′    |
| Tremblant       |        |

| II Grand-Orgue C–f3 |        |
| Montre              | 16′    |
| Bourdon             | 16′    |
| Montre              | 08′    |
| Flûte harmonique    | 08′    |
| Bourdon             | 08′    |
| Prestant            | 04′    |
| Flûte douce         | 04′    |
| Grosse Tierce       | 3 1⁄5′ |
| Quinte              | 2 ⁄3′  |
| Doublette           | 02′    |
| Septième            | 1 ⁄7′  |

| III Bombarde C–f3 |     |
| Principal         | 08′ |
| Principal         | 04′ |
| Principal         | 02′ |
| Cornet V          |     |
| Fourniture V      |     |
| Cymbale IV        |     |
| Bombarde          | 16′ |
| 1ère Trompette    | 08′ |
| 2ème Trompette    | 08′ |
| Cromorne          | 08′ |
| Clairon           | 04′ |

| IV Récit expressif C–f3 |     |
| Quintaton               | 16′ |
| Principal               | 08′ |
| Bourdon                 | 08′ |
| Gambe                   | 08′ |
| Voix céleste            | 08′ |
| Flûte octaviante        | 04′ |
| Octavin                 | 02′ |
| Cornet V                |     |
| Plein-jeu IV            |     |
| Basson                  | 16′ |
| Trompette               | 08′ |
| Basson-Hautbois         | 08′ |
| Voix humaine            | 08′ |
| Clairon                 | 04′ |
| Trémolo                 |     |
| Expression              |     |

| Pédale C–f1    |     |
| Soubasse       | 32′ |
| Flûte          | 16′ |
| Contrebasse    | 16′ |
| Soubasse       | 16′ |
| Flûte          | 08′ |
| Flûte          | 04′ |
| Mixture IV     |     |
| Contrebombarde | 32′ |
| Bombarde       | 16′ |
| Bombarde       | 16′ |
| Basson         | 16′ |
| Trompette      | 08′ |
| Basson         | 08′ |
| Clairon        | 04′ |
| Baryton        | 04′ |

- Koppeln: I/II, III/II, IV/II, I/P, II/P, IV/P
- Spielhilfen: Introduction II, Appel anches I, IV, Appel anches 32′, Appel anches Pédale

Anmerkungen
1. ↑  C–h0 außerhalb des Schwellkastens
2. ↑  Holz
3. ↑  Metall

Die Spiel- und Registertrakturen sind mechanisch. Die Trakturen im Hauptwerk sind mit einer Barkermaschine ausgestattet.

### Organisten
- Johann Vexo ist Titularorganist seit 2009
- Guillaume Beaudoin ist zweiter Titularorganist seit 2014

## Chororgel
Auf der linken Seite des Chores befindet sich eine Chororgel von Orgelbau Kuhn (Männedorf/Schweiz) aus dem Jahr 1912 mit 17 Registern in einem Gehäuse von Joseph Cuvillier aus dem Jahr 1844.